# Jonathan Walters
Jonathan Walters 	(Moreton, 20 de setembro de 1973)é um futebolista irlandês nascido na Inglaterra que atua como meia. 

## Carreira
Walters fez parte do elenco da Seleção Irlandesa de Futebol da Eurocopa de 2016.